# August Karsten

August Karsten

August Karsten (* 20. Dezember 1888 in Peine; † 8. Mai 1981 in Ost-Berlin) war ein deutscher Politiker (SPD, USPD, SED).

## Leben

### Kaiserreich (1888 bis 1919)
August Karsten wurde 1888 als Sohn eines Bierkutschers für Härke-Bier geboren. Er besuchte von 1895 bis 1903 die Volksschule in Peine. Später verdiente er seinen Lebensunterhalt als Arbeiter und Kutscher im Transportgewerbe. 1905 wurde er Mitglied des Transportarbeiterverbandes. 1907 wurde er durch einen Unfall, bei dem er ein Bein verlor, das er später durch ein Holzbein ersetzte, berufsunfähig.
Im Juli 1914 wurde Karsten Arbeitssekretär in Aschaffenburg. Im Herbst 1917 übernahm er Aufgaben für den Metallarbeiterverband in Schweinfurt. 1918 heiratete er.
Als junger Mann wurde er 1908 Mitglied der Sozialdemokratischen Partei Deutschlands (SPD). 1917 schloss Karsten sich der Unabhängigen Sozialdemokratischen Partei Deutschlands (USPD) an, einer sich aus Vertretern des linken Flügels der SPD rekrutierenden neuen Partei, die sich aus Unzufriedenheit mit der Kriegspolitik der SPD während des Krieges gebildet hatte. Im Februar 1918 wurde Karsten wegen der Führung des Januarstreiks desselben Jahres in Schweinfurt zum Zwangsaufenthalt nach Brückenau verbannt. Nach dem Ausbruch der Revolution im November 1918 wurde er Vorsitzender des Arbeiter- und Soldatenrates von Peine. 1919 wurde er zunächst Demobilmachungskommissar in Braunschweig, dann im Juli 1919 Arbeitersekretär in Peine.

### Weimarer Republik und NS-Zeit (1919 bis 1945)
Nach dem Krieg wurde Karsten Vorsitzender des Distrikts Peine der USPD. Von Juli 1919 bis Oktober 1923 war er Arbeitersekretär in Peine. In der Folge führte Karsten von Dezember 1923 bis 1933 den Reichsverband der Arbeitsinvaliden und Witwen. Dem Spiegel zufolge verdiente er in dieser Funktion ein ansehnliches Gehalt, so dass er sich eine „rosenrot getünchte Villa“ an der Duttenstedter Straße in Peine leisten konnte, die über eine elektrische Anlage verfügte, die bis in den Hühnerstall reichte und sich vom Bett aus bedienen ließ. Ergänzend war Karsten in der Redaktion der Deutschen Invalidenzeitung tätig. Ferner verfasste er einen sozialen Ratgeber.
Bei der Reichstagswahl vom Juli 1920 wurde Karsten als Kandidat der USPD für den Wahlkreis 18 (Südhannover-Braunschweig) in den Reichstag gewählt. Während dieser ersten Legislaturperiode des Parlamentes der Weimarer Republik kehrte Karsten 1922 in die SPD zurück. Dementsprechend schloss er sich auch ihrer Reichstagsfraktion an. Bei der Reichstagswahl vom Mai 1924 zog Karsten als Kandidat der SPD für den Wahlkreis 16 (Südhannover-Braunschweig) in den Reichstag ein. In diesem Wahlkreis wurde er in den folgenden neuen Jahren insgesamt sechsmal wiedergewählt (Dezember 1924, 1928, 1930, Juli 1932, November 1932, März 1933), so dass er dem Reichstag insgesamt knapp 13 Jahre lang ohne Unterbrechung angehörte. Im Juni 1933 bekam Karsten sein Parlamentsmandat offiziell aberkannt, nachdem seine Partei kurz zuvor verboten worden war. Daneben war Karsten von 1914 bis 1917 Gemeindevertreter in Aschaffenburg, von 1919 bis 1924 Bürgervorsteher in Peine, von 1919 bis 1921 und seit 1925 Kreistagsmitglied des Kreises Peine und von 1919 bis 1921 Mitglied des Hannoverschen Provinziallandtages.
Karsten war einer der Abgeordneten, die am 7. Dezember 1932 während der vorletzten Reichstagssitzung vor dem Machtantritt der Nationalsozialisten im Januar vor dem Reichstag sprachen. Die Rede, die er an diesem Tag hielt, war im Wesentlichen eine Polemik gegen Maßnahmen der kurz zuvor abgetretenen Regierung Papen. Im März 1933 war Karsten einer der 94 Reichstagsabgeordneten, die gegen die Annahme des Ermächtigungsgesetzes stimmten, das mit 94 zu 444 Stimmen angenommen wurde und später die Grundlage für die Errichtung der NS-Diktatur bildete.
Nach der nationalsozialistischen „Machtergreifung“ 1933 wurde der Reichsverband der Arbeitsinvaliden gleichgeschaltet und Karsten seines Amtes enthoben und kurzzeitig in „Schutzhaft“ genommen. Nach seiner Entlassung lebte er in Oderberg, wo er einen 90 Morgen großen Bauernhof bewirtschaftete. 1944 wurde er erneut, diesmal im Rahmen der Aktion Gitter, verhaftet.

### SBZ und DDR (1945 bis 1981)
Nach 1945 lebte August Karsten zunächst in Berlin. Er wurde Kassenwart der Ost-SPD und gehörte dem Zentralausschuss (ZA) der Partei an. Noch 1945 wandte er sich gegen eine übereilte Vereinigung von SPD und KPD in der Sowjetischen Besatzungszone (SBZ), insbesondere auf niederer Parteiebene (Ortsverbände). Am 15. Dezember 1945 wurde er, als er in Oranienbaum eine öffentliche Rede hielt, in der er seine Auffassung vertrat, kurzzeitig von einem Vertreter der örtlichen sowjetischen Kommandantur festgenommen. Kurze Zeit später gehörte er allerdings als Mitglied des Zentralausschusses der SPD der Sechziger-Konferenz an, die kurz vor Weihnachten 1945 stattfand und erste Weichen für eine Vereinigung von SPD und KPD in der sowjetischen Besatzungszone stellte.

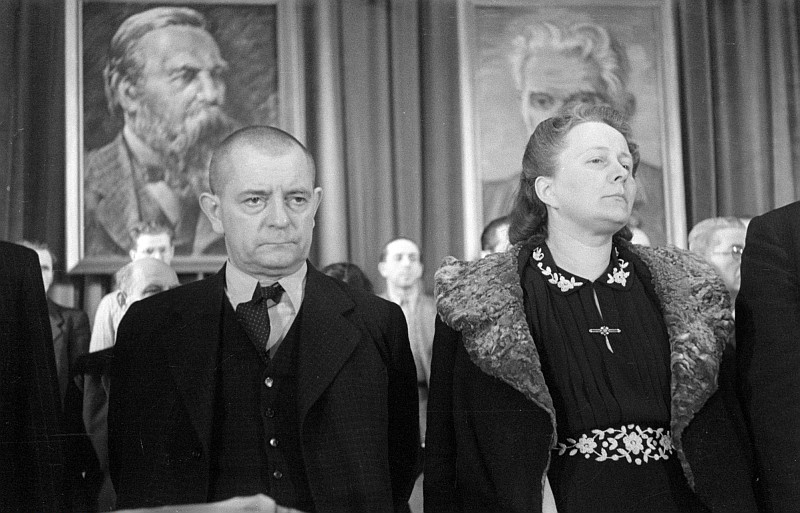
August Karsten 1946 im Präsidium des Gründungsparteitags der SED neben Käthe Kern

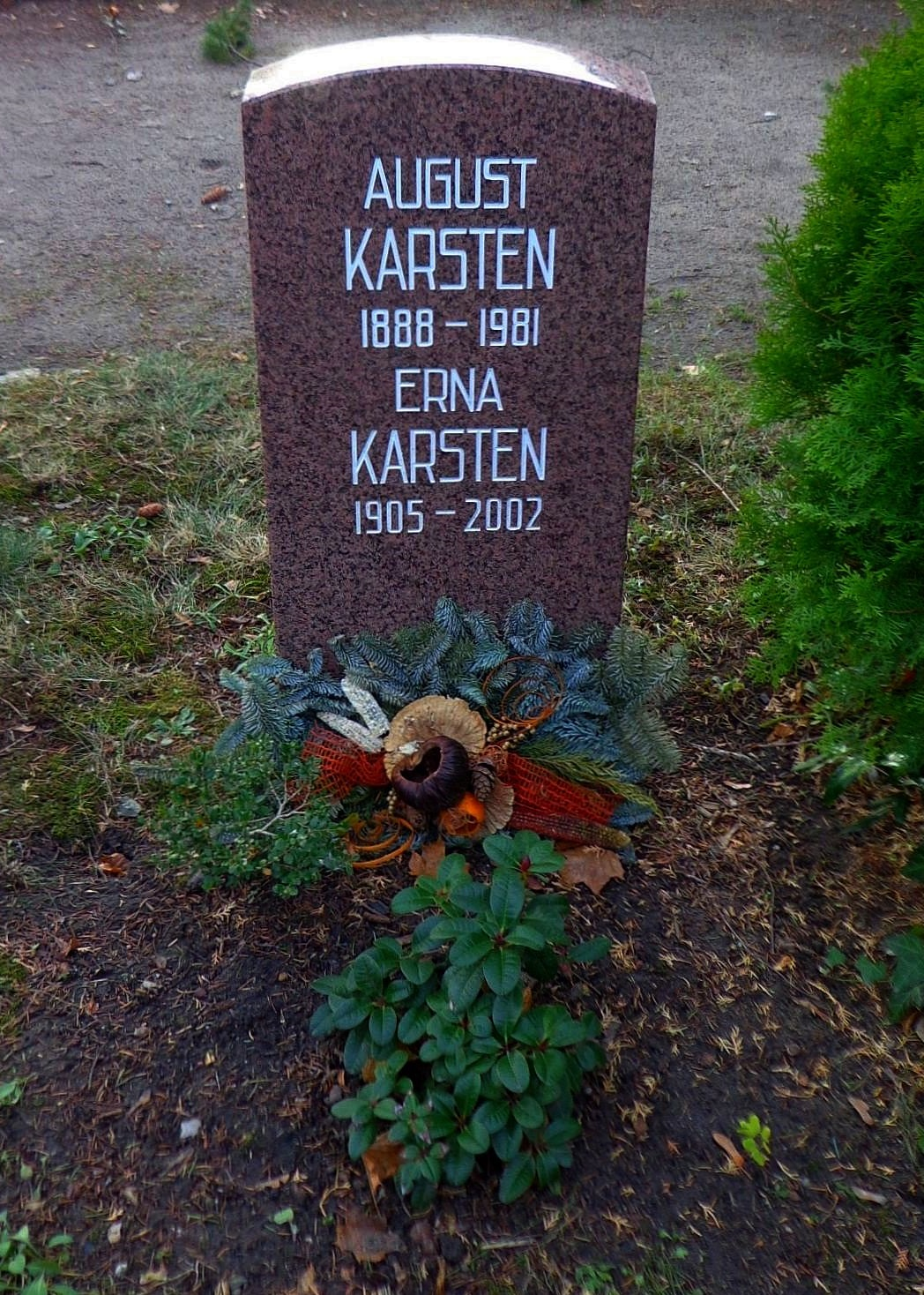
Grabstätte

Auf dem Vereinigungsparteitag, der die Gründung der SED zur Folge hatte, wurde Karsten in den Parteivorstand der SED und dessen innerstes Machtzentrum, das Zentralsekretariat, gewählt. Dort war er zusammen mit Erich Gniffke für die Parteifinanzen und die Parteibetriebe, unter anderem die Fundamentum A.G. („Fundamentum-Karsten“) zuständig. Im Frühjahr 1946 verlegte er zudem seinen Wohnsitz nach Kleinmachnow, wo er bis zum Winter 1976 lebte. Auf dem II. SED-Parteitag im September 1947 wurde Karsten in seinen Parteifunktionen bestätigt. Im Sommer 1948 wurde Karsten auf einer Sitzung des SED-Parteivorstandes wegen finanzieller Unregelmäßigkeiten in seinem Verantwortungsbereich eine Rüge erteilt. In der Folge bot er Ende des Jahres 1948 seinen Rückzug aus der Arbeit im Zentralsekretariat an. Diesem Wunsch, dem offiziell, aber angesichts seiner Invalidität auch nachvollziehbar, gesundheitliche Beschwerden zugrunde lagen, wurde entsprochen. Karsten schied mit Wirkung vom 31. Januar 1949 aus seiner Funktion aus. Zum 1. Februar 1949 wurde er zum Direktor der Landesgüterverwaltung Brandenburg ernannt, ab dem 1. Juli 1949 wirkte er als Gebietsdirektor der Vereinigung Volkseigener Güter in Potsdam. Vom Herbst 1951 an bis zu seiner Pensionierung im Herbst 1952 wirkte Karsten als stellvertretender Direktor bei der Berliner VEAB.
Als er 1981 starb, war August Karsten einer der letzten überlebenden Reichstagsabgeordneten der Weimarer Republik. Seine Urne wurde auf dem Zentralfriedhof Berlin-Friedrichsfelde am Pergolenweg beigesetzt.
Karstens Nachlass lagert heute im SAPMO in Bundesarchiv Berlin. Er umfasst persönliche Dokumente, Erinnerungen sowie Gruß- und Glückwunschschreiben.

## Familie
August Karsten hatte 10 Geschwister. Die jüngste Schwester, die SPD-Kommunalpolitikerin Hertha Peters, war in der Bundesrepublik Deutschland für den Kreis Peine die erste Landrätin in Niedersachsen.

## Ehrungen
- 1965 Banner der Arbeit[5]
- 1969 Vaterländischer Verdienstorden in Gold[6]
- 1978 Karl-Marx-Orden[7]